# W. Markgraf
Die W. Markgraf GmbH & Co. KG (Eigenschreibweise: MARKGRAF) ist eine deutsche Bauunternehmung mit Hauptsitz im oberfränkischen Bayreuth. Das Unternehmen beschäftigt über 1.000 Mitarbeiter und erbrachte 2023 eine Bauleistung von über 413 Mio. Euro. Das Unternehmen wickelt deutschlandweit rund 200 Baustellen pro Jahr im Hoch- und Tiefbau ab. 

## Geschichte

### Gründung
Die Firma wurde 1932 ursprünglich von Wilhelm Markgraf zusammen mit Dr. Franz Heger in Eger gegründet, das bereits 1943 mehrere Tausend Mitarbeiter zählt. Brücken- und Gleisbau bilden die Schwerpunkte. Der Krieg zerstört schnell den anfänglichen Erfolg. 

### 1946–1959
1946 erfolgte die Neugründung in Immenreuth in der Oberpfalz, der Grundstein für das heutige Bauunternehmen. 1955 tritt sein Sohn Dr. Gerhard Markgraf als Gesellschafter in das Unternehmen ein und übernimmt ein Jahr später die Unternehmensführung. Ab 1958 steht nicht mehr hauptsächlich bayerische, sondern bundesweite Bautätigkeit im Vordergrund.

### 1960–1969
Markgraf beginnt in den 1960er-Jahren mit der Produktion von Stahlbetonfertigteilen. Nach dem Tod seines Vaters Wilhelm wird Gerhard Markgraf 1965 alleiniger Gesellschafter und Geschäftsführer des Unternehmens.

### 1970–1989
In den 1970er-Jahren wird das Fertigteilwerk in Immenreuth errichtet und eine Geschäftsstelle in Marktredwitz aufgebaut. 1978 werden der Firmensitz und die Hauptverwaltung von Markgraf von Immenreuth nach Bayreuth verlegt. 1983 wird offiziell die heutige Bauunternehmung „W. Markgraf GmbH & Co. KG“ gegründet.

### 1990–1999
Das Logistikzentrum in Immenreuth wird im Jahr 1991 ausgebaut. Bis zum Ende des Jahrzehnts werden Geschäftsstellen in Leipzig, Nürnberg, Weiden und Zwickau etabliert. Markgraf baut nun auch in europäischen Ländern. Im Jahr 1996 erfolgt die Zertifizierung nach dem Ethikmanagement der Bauwirtschaft e. V. und des Führungssystems Markgraf nach DIN EN ISO 9001.

### 2000–2014
Im neuen Jahrtausend wandelt der neue Geschäftsbereich Hochbau den Rohbauunternehmer zum Generalunternehmer. Ab 2010 verantworten Karl-Günter Krauß und Winfried Praller als Geschäftsführer die operativen Geschäftsbereiche Tiefbau und Hochbau. Rainer W. Markgraf übernimmt als geschäftsführender Gesellschafter die kaufmännische Geschäftsführung.
Der langjährige Vorsitzende der vierköpfigen Geschäftsführung, Gerhard Markgraf, verstirbt am 29. September 2012 im Alter von 83 Jahren. Er engagierte sich über mehrere Jahrzehnte beim Bayerischen Bauindustrieverband. Nach seiner Zeit als Präsident (1993–1997) war er bis zu seinem Tod Ehrenmitglied im Vorstand.
2014 wird das Fertigteilwerk in Eger in Betrieb genommen und als Tochtergesellschaft W. Markgraf stav. s.r.o. geführt. Die Baustellen von Markgraf werden auch heute noch mit eigenen Fertigteilen aus den Werken in Immenreuth und Eger versorgt. 

### 2015–heute
Mitte 2014 starteten die Bauarbeiten für die Erweiterung des Hauptsitzes in Bayreuth. Am 18. März 2015 verstarb der Gesellschafter-Geschäftsführer Rainer W. Markgraf, Gründer der Rainer Markgraf Stiftung, im Alter von 58 Jahren. Seine Unternehmensanteile übergehen in das Eigentum der Stiftung.
Am 24. September 2022 feiert das Unternehmen mit einem Familienfest sein 90-jähriges Bestehen und setzt am selben Tag den Spatenstich für ein neues Logistik- und Mobilitätszentrum und Trainings- und Ausbildungszentrum in Kemnath. Das Logistik- und Mobilitätszentrum konnte im Mai 2025 bezogen werden, der Baustart für das Trainings- und Ausbildungszentrum erfolgte im Juni 2025.

## Produkte / Leistungen
Die Tätigkeitsschwerpunkte liegen im Hochbau als Generalunternehmer (Schlüsselfertigbau) für den Bau von Hotels, Verwaltungsgebäuden, Wohnanlagen, Industriebau, Logistik sowie Handelsimmobilien. Im Bereich Rohbau liegt das Leistungsspektrum auf Ortbeton, kundenindividuellen Halbfertig- und Fertigteilen und Mauerwerksbau. Zu den weiteren Kompetenzen zählen der Stahlbau, Bauen im Bestand und Mischbauweisen (z. B. Holz-Hybrid).
Ein weiterer Tätigkeitsschwerpunkt von Markgraf ist der Tiefbau. Dieser ist aufgeteilt in Bahnbau, Ingenieurbau, Asphalt- und Straßenbau, Allgemeiner Tiefbau und Leitungsbau. Seit über 23 Jahren realisiert Markgraf im Auftrag der Deutschen Bahn AG Infrastrukturprojekte im Bahn- und Ingenieursbau und wurde hierfür 2022 von der Bahn als Lieferant des Jahres in der Kategorie „Infrastruktur“ ausgezeichnet.  
Markgraf verfügt über ein eigenes Asphaltmischwerk, zwei eigene Beton-Fertigteilwerke in Immenreuth und Eger für konstruktive Stahl- und Spannbetonfertigteile und einen eigenen Stahlbau. Im Werk in Kulmain wird zudem gebrauchsfertiger Kaltasphalt hergestellt und unter dem Namen Easyphalt vertrieben.

## Standorte
Hauptsitz der Bauunternehmung ist Bayreuth. Darüber hinaus verfügt Markgraf über ein großes Standortnetz in Nordbayern mit Standorten und Produktionswerken in Immenreuth, Marktredwitz, Weiden in der Oberpfalz, Kulmain und Kemnath. Bundesweit ist das Unternehmen mit Standorten in Frankfurt am Main, Hamburg und München vertreten. 

## Auszeichnungen
Das Unternehmen bildet junge Leute im gewerblichen, technischen und kaufmännischen Bereich aus – diese erreichen regelmäßig Abschlüsse mit Bestenehrungen auf Bezirks- und Landesebene, teilweise sogar auf Bundesebene.
Zudem wird Markgraf regelmäßig von Creditreform für beste Bonität ausgezeichnet sowie regelmäßig für Branchen- und Managementstandards zertifiziert.